# Gatún (ciudad)
Gatún es una pequeña ciudad en el lado Atlántico del canal de Panamá, localizada al sur de la ciudad de Colón en el punto en el que el lago Gatún se encuentra con el canal hacia el mar Caribe. El pueblo es más conocido como el sitio donde se ubican las esclusas de Gatún y la represa de Gatún del canal, construido por los Estados Unidos entre 1906 y 1914.

## Historia temprana

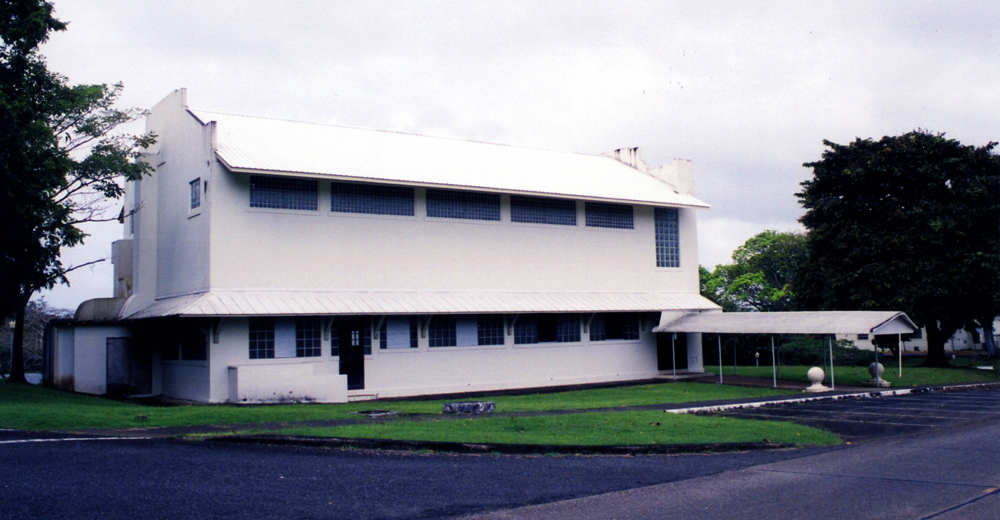
Antiguo Siebert Lodge, edificio 213 en la vía Jadwin.

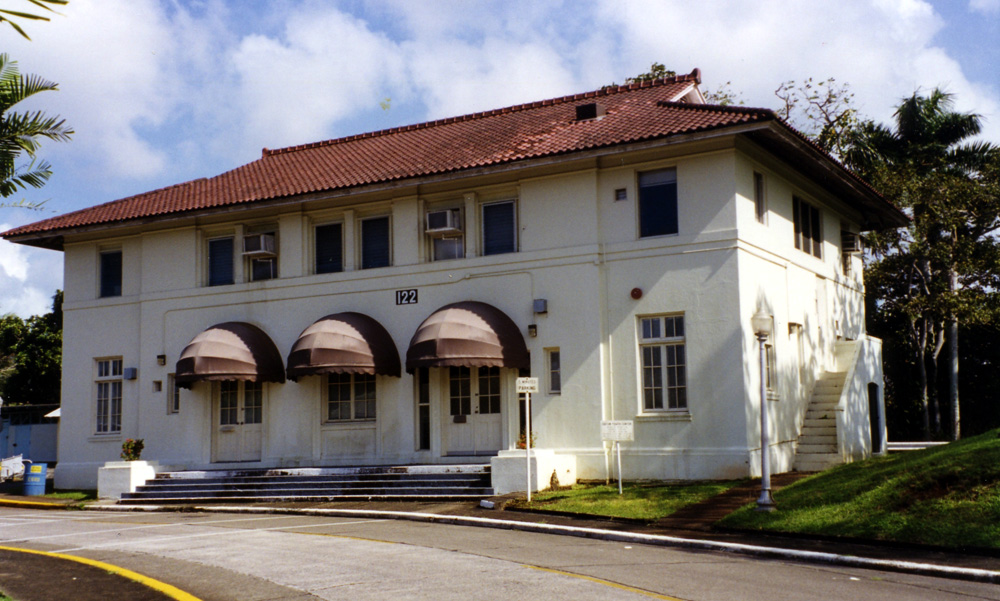
Antigua clínica, edificio 122 en la autopista Bolívar.

El nombre de "El Gatún" aparece en los mapas de la época colonial española como el nombre de un pueblo y el río, a pesar de la incertidumbre del momento en que la zona fue poblada o nombrada. El pueblo se encontraba en la orilla oeste del río Chagres, cerca de su ubicación actual.
En 1671, el pirata inglés Henry Morgan y sus hombres acamparon cerca de Gatún después de saquear e incendiar la antigua Ciudad de Panamá. En la mitad del siglo XIX, Gatún fue descrito como un pueblo de 40 o 50 chozas de caña, en el borde de una amplia sabana. En una colina con vistas al río estaban las ruinas de un antiguo fuerte español.
La fiebre del oro de California de 1849 llevó a cabo cambios drásticos en el istmo de Panamá, en particular a Gatún. En todo Panamá las tarifas de comidas y alojamientos se dispararon durante la noche, impulsadas por el aumento de la demanda de estos y por la fiebre del oro. Los viajeros que iban río arriba por el Chagres se detenían en Gatún, pagaban $2 por noche en una hamaca antes de continuar el viaje en barcaza, a menudo peligroso, y continuar en mula por tierra hasta la Ciudad de Panamá, desde donde se embarcaban hacia San Francisco.
Para satisfacer la demanda de los viajeros que iban a California, un grupo de financieros de Nueva York formó la «Compañía del Ferrocarril de Panamá» y se dedicó a construir el primer ferrocarril que conectara el Atlántico con el Pacífico. Cuando se comenzó a trabajar en 1850, los barcos llevaron maquinaria, provisiones y trabajadores por el río Chagres aguas arriba tan lejos como Gatún. A partir de ahí, trabajaron su camino de vuelta a través del pantano hacia el extremo Atlántico del ferrocarril en la isla de Manzanillo (ahora Colón). El primer tramo del ferrocarril desde la isla de Manzanillo a Gatún se completó en 1851. La construcción fue terminada en 1854 y el primer tren completó el viaje de costa a costa en enero de 1855, pasando por Gatún. Después de 1869, con la finalización del primer ferrocarril transcontinental en los Estados Unidos, el tráfico por el ferrocarril de Panamá disminuyó y el papel principal de la ciudad pasó a ser un puesto comercial para plátanos y otros cultivos que crecen hacia el interior y traídas por medio de barcazas para ser transportados a los mercados más grandes por tren.
Al igual que con el auge impulsado por la fiebre del oro, el próximo auge de Gatún se produjo rápidamente, aunque no de forma inesperada. En 1881, la «Compañía Universal del Canal Interoceánico de Panamá» dirigida por Ferdinand de Lesseps, adquirió los derechos de Colombia para construir un canal a través del istmo de Panamá. Este esfuerzo incluyó la compra de la participación mayoritaria del ferrocarril de Panamá. Los franceses enviaron edificios prefabricados, muchos de los cuales fueron llevados a Gatún. Muchos almacenes, cuartos y talleres de máquinas se pusieron en Gatún a lo largo de la línea del ferrocarril, y la propia ciudad fue rebautizada "Cité de Lesseps."
Los trabajos de excavación franceses en la zona comprendida entre la bahía de Limón y Gatún avanzaron significativamente, pero a finales de la década de 1880 los esfuerzos fracasaron económicamente a costa de miles de víctimas de la fiebre amarilla y otras enfermedades mortales. Con la eventual suspensión de las actividades de excavación, Gatún, una vez más quedó en silencio.

## Construcción del Canal

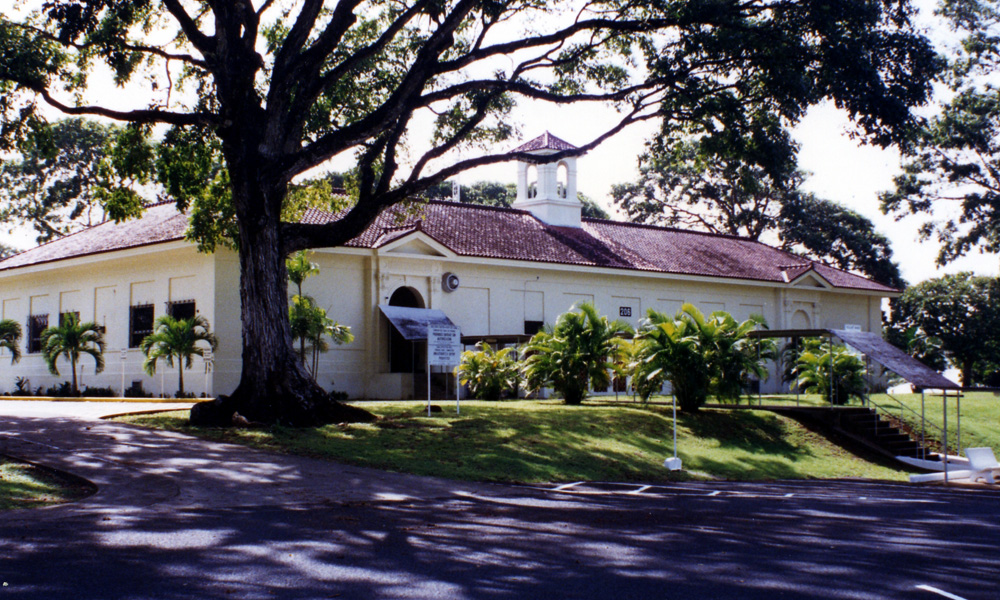
Antigua escuela, edificio 206 en la vía Jadwin.

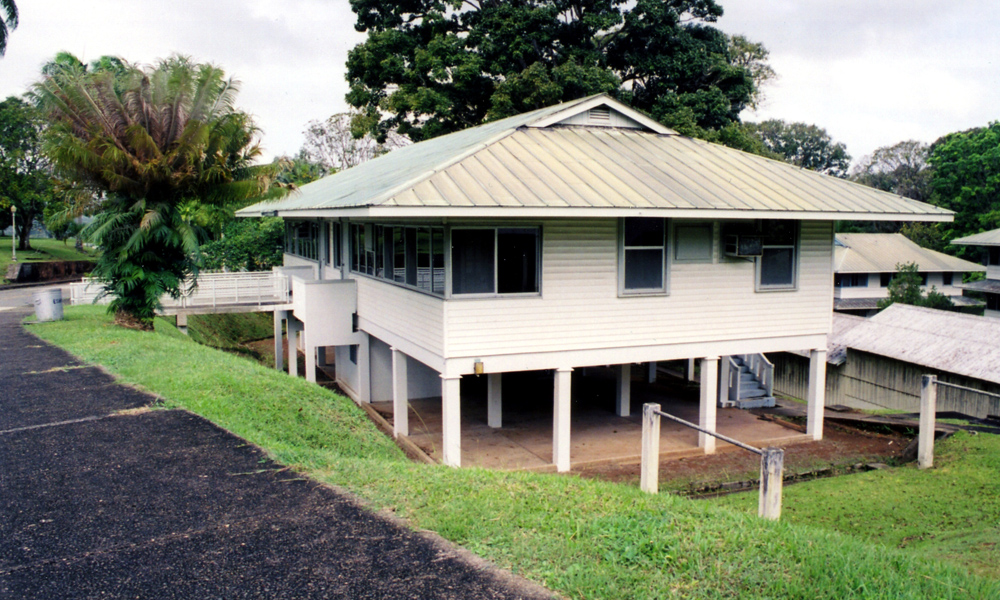
Edificio 115 en la autopista Bolívar.

En 1904, cuando los Estados Unidos compraron los derechos y propiedades de la compañía francesa, los ingenieros y planificadores estadounidenses llegaron a la antigua ciudad fortificada de Lesseps para reanudar los trabajos de excavación abandonados. El plan inicial estadounidense, al igual que el plan original francés, era represar el Chagres en Bohío, a 27 kilómetros de Colón. Sin embargo, el ingeniero jefe John Frank Stevens defendió el aprovechamiento del Chagres y la instalación de represas laterales en Gatún, trabajo que comenzó en 1906.
El nuevo Gatún estadounidense comenzó esencialmente como una ciudad de carpas. se instaló un camino de tablones y para junio de 1907, se habían levantado 97 edificios y se comenzó a trabajar en una comisaría. En abril de 1908, el antiguo pueblo y sus habitantes fueron trasladados a una zona denominada "Ciudad Nueva", al este de la actual ciudad de Gatún. Se componía de más de 110 edificios, incluyendo una iglesia y cerca de 25 tiendas. Unos meses más tarde, el teniente coronel William L. Sibert estableció la sede de la división atlántica de la organización del canal en Gatún y construyó su casa al este de la ciudad.
El año 1909 vio un desarrollo significativo de Gatún. Fue construido un nuevo club de $25.000 en una loma cerca del actual edificio 122. Como los trabajos de excavación y construcción de las esclusas, el ferrocarril se trasladó a su ubicación actual y se inició la construcción de una nueva estación de ferrocarril y de la nueva comisaría de dos pisos. La ciudad comenzó a tomar forma, con las escuelas, un hotel de dos pisos, un intercambio de correos y teléfono, un dispensario, una sala de casa de campo de dos pisos cerca de la casa club y nuevos barrios. Los residentes estadounidenses de Gatún también habían establecido varias logias activas y clubes sociales.
En marzo de 1913, la población de Gatún era 8.887. Nueve meses más tarde, se había reducido a 5.943 cuando se completó la represa de Gatún, las esclusas de Gatún estaban operando y solo se mantuvo el trabajo de limpieza. Una estimación oficial en el momento proyectó que la población futura de Gatún era de 160 empleados estadounidenses y sus familias.

## Zona del Canal de Panamá

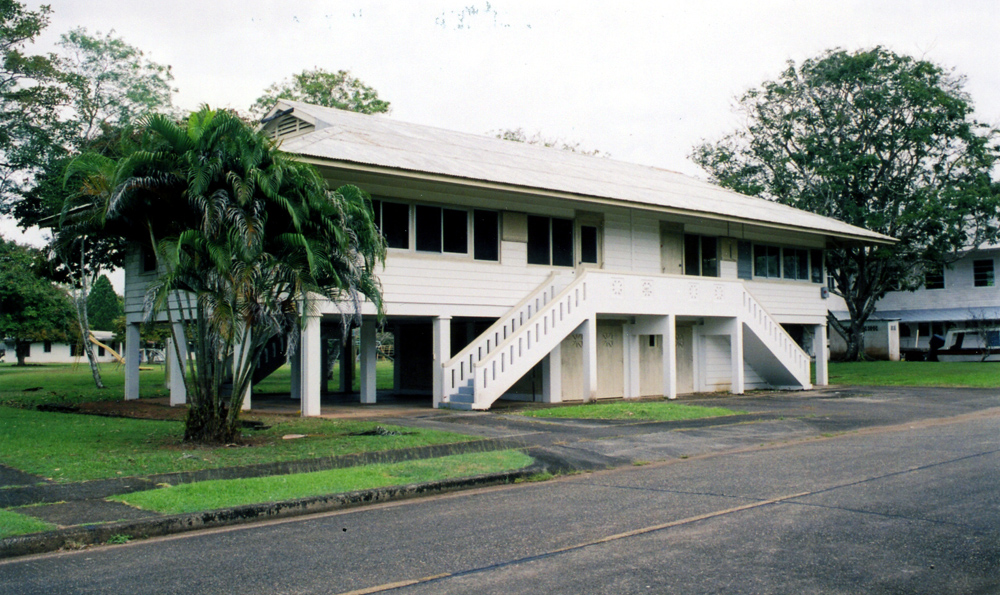
Edificio 227 en la autopista Bolívar.

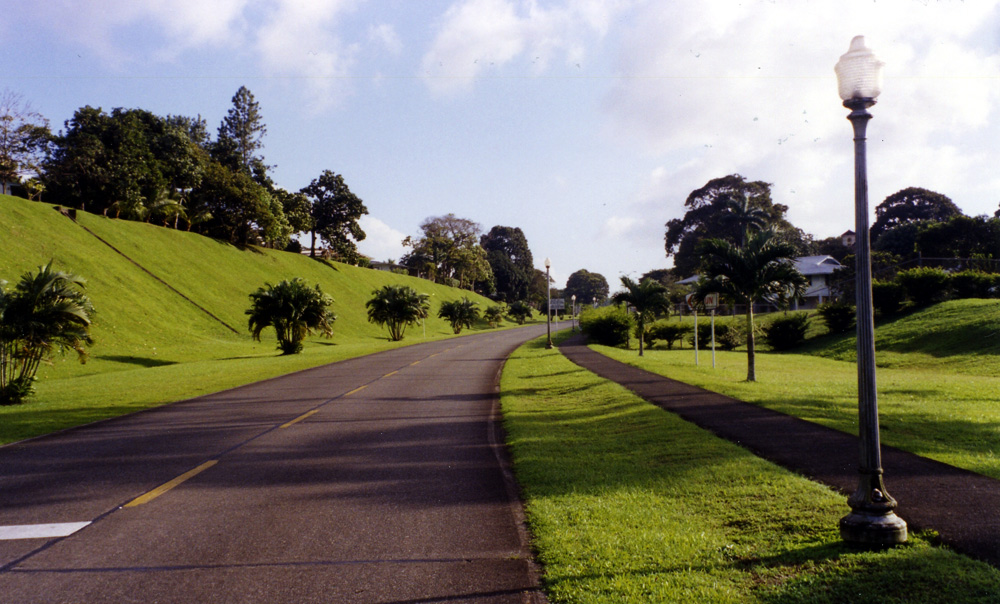
Vía Jadwin, en la entrada de Gatún.

Después de la terminación del Canal de Panamá en el año 1914, se esperaba que la población de la Zona del Canal disminuyera bruscamente. Durante la década de 1920, se habló de abandonar Gatún por completo, pero en 1928, nuevos barrios fueron construidos para 164 familias locales. En 1932, los planes para reemplazar las viejas casas de Gatún fueron aprobados y el proyecto de $1.250.000 inició el 31 de enero de 1934. Los edificios bajaron a derecha e izquierda para dar paso a más de madera y mampostería permanente.
Sólo unos pocos años después de la remodelación de Gatún, el 11 de agosto de 1939, el Congreso de Estados Unidos autorizó la construcción inmediata del "Proyecto Tercer Juego de Esclusas" de largo estudio. Para Gatún, esto significó la excavación de un nuevo canal a media milla al este del canal existente. Esta construcción habría hecho de Gatún una isla entre dos juegos de esclusas.
Durante la guerra, las esclusas de Gatún fueron rodeadas por 26 pies de vallas de acero de metal corrugado sólidos y globos de barrera fueron anclado por encima. Varios edificios o partes de estos, que podrían tener riesgo de incendio, fueron derribados para evitar que se quemen e iluminaran las esclusas. Las luces se apagaban por 23:00, se retiraron las luces de la calle y se conducían los autos con los faros oscurecidos. Se construyeron refugios antiaéreos y se llevaron a cabo simulacros de ataque aéreo. En 1945, la guerra se desplazó al Pacífico y Gatún y la Zona del Canal volvió a su forma normal de vida.